# Kwartet Jerzego Lisewskiego
Kwartet Jerzego Lisewskiego – polski zespół jazzowy, działający na przełomie lat 60. i 70. XX wieku.

## Historia
Kwartet założył pianista Jerzy Lisewski. Miała ona wysokie notowania na Wybrzeżu, a także poza nim. 
W 1968 roku muzycy wystąpili na festiwalu Jazz nad Odrą w składzie: Przemysław Dyakowski (saksofon), Roman Skurzyński (kontrabas), Andrzej Śliwa (perkusja). W 1970 roku pojawili się tam po raz kolejny w zmienionym składzie, który współtworzyli: Bogusław Skawina (trąbka), Helmut Nadolski (kontrabas) i Stanisław Grabowski (perkusja); zespół wygrał konkurs w kategorii zespołów nowoczesnych. W tym samym roku w składzie poszerzonym o waltornistę Tolisława Jóźwiaka, wystąpił po raz pierwszy na festiwalu Jazz Jamboree i w Operze Bałtyckiej, gdzie grał jeszcze kilkukrotnie, m.in. w składzie poszerzonym o trębacza Andrzeja Przybielskiego oraz nagrywał dla Polskiego Radia Gdańsk.
Nieco później kwartet przybrał anglojęzyczną nazwę Jerzy Lisewski Quartet i występował w składzie: Jerzy Lisewski (pianino), Zenon Zieliński (saksofon), Wiesław Damięcki (kontrabas), Bohdan Jopyk (perkusja). Ci sami muzycy pracowali też w zespole eksportowym Damięckiego VooDoo Quartet, grając muzykę taneczną i standardy jazzowe. Kwartet przestaje istnieć w momencie, gdy lider grupy J. Lisewski związał się z Ergo Bandem, a po zakończeniu tej współpracy wyemigrował do Szwecji.